# چاتگام

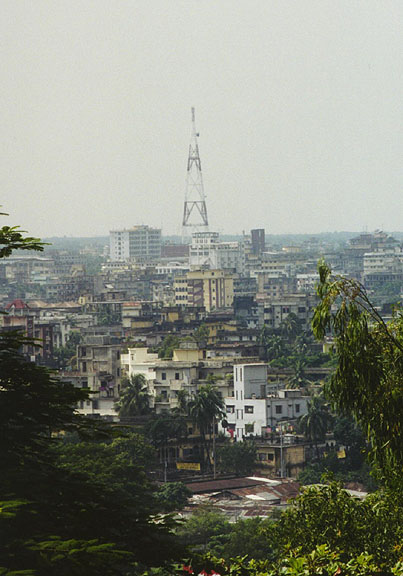
شهر چاتگام

چاتگام(به انگلیسی: Chittagong) بزرگترین بندر و دومین شهر بزرگ بنگلادش می باشد.